# 茂谷山 (鹿角市)
茂谷山（もややま）は、秋田県鹿角市にある標高362メートルの山である。

## 概要
毛馬内富士（けまないふじ）の愛称で、地元にとっては「故郷の山」として親しまれている。また、小中学生の遠足の対象とされている。
山麓には、月山神社があるほか、秋田県鹿角市遺跡詳細分布調査報告書記載の母谷下館跡・門ノ沢A遺跡・門ノ沢B遺跡・茂谷山麓遺跡（縄文、中世）などの遺跡が分布している。
毛馬内沢川（米代川水系支流小坂川水系）流域にある。

## 伝承
昔、十和田湖を追われた八郎太郎は、茂谷山の中腹に綱をかけて引き寄せ、鹿角（現秋田県鹿角市・小坂町、岩手県八幡平市の一部）を湖にして住もうとしたが、鹿角の神様たちに阻まれてあきらめた、という伝承が残っている。